# Łubianka (gmina)
Łubianka – gmina wiejska w Polsce położona w województwie kujawsko-pomorskim, w powiecie toruńskim. W latach 1975–1998 gmina administracyjnie należała do województwa toruńskiego.
Siedziba gminy to Łubianka.
Według danych z 30 czerwca 2014 gminę zamieszkiwało 6636 osób.

## Struktura powierzchni
Według danych z roku 2002 gmina Łubianka ma obszar 84,64 km², w tym:
- użytki rolne: 87% (uprawia się tutaj głównie pszenicę, jęczmień, rzepak i buraki cukrowe)
- użytki leśne: 5%

Gmina stanowi 6,88% powierzchni powiatu.

## Demografia

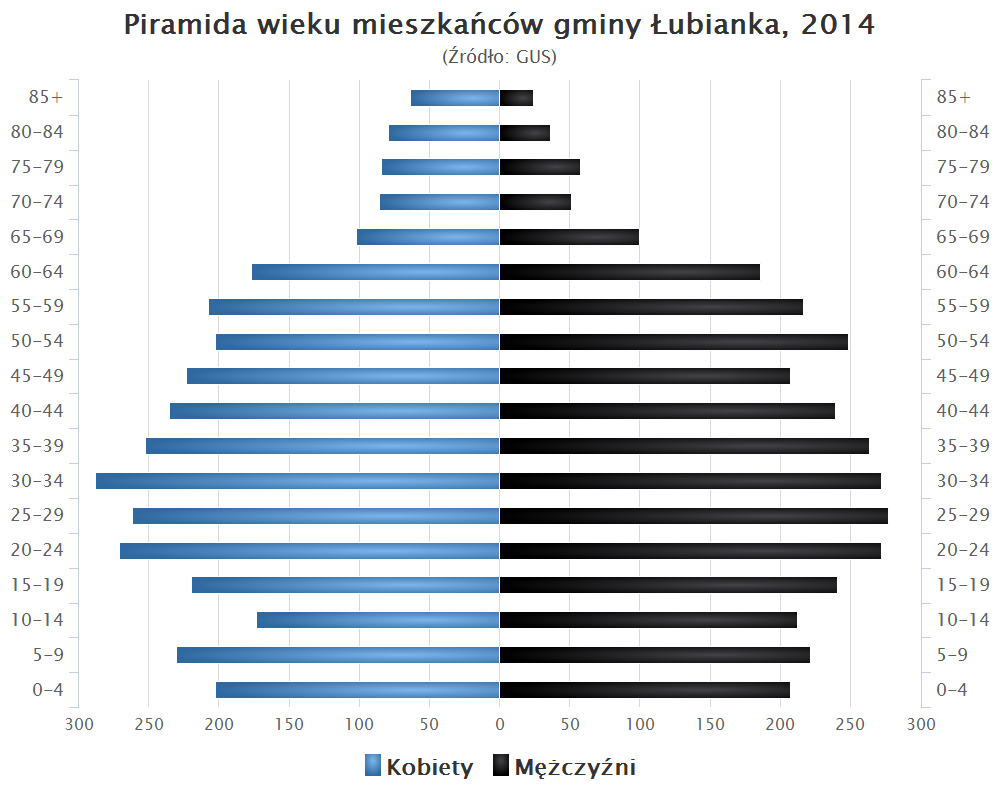
Piramida wieku mieszkańców gminy Łubianka w 2014 roku

Dane z 30 czerwca 2014:
| Opis                              | Ogółem | Ogółem | Kobiety | Kobiety | Mężczyźni | Mężczyźni |
| --------------------------------- | ------ | ------ | ------- | ------- | --------- | --------- |
| jednostka                         | osób   | %      | osób    | %       | osób      | %         |
| populacja                         | 6636   | 100    | 3313    | 49,92   | 3323      | 50,08     |
| gęstość zaludnienia (mieszk./km²) | 70,1   | 70,1   | 34,99   | 34,99   | 35,11     | 35,11     |

## Zabytki
Wykaz zarejestrowanych zabytków nieruchomych na terenie gminy:
- kościół parafii pod wezwaniem Wniebowzięcia Najświętszej Maryi Panny z XIV w. w Bierzgłowie, nr A/378 z 19.03.1930 roku
- wiatrak typu koźlak z końca XIX w. w Bierzgłowie, nr A/1540 z 17.11.2009 roku
- kościół parafii pod wezwaniem św. Marii Magdaleny z 1794 roku w Biskupicach, nr A/409 z 30.04.1966 roku
- kościół filialny pod wezwaniem Podwyższenia Krzyża z 1300 roku w Przecznie, nr A/250 z 13.07.1936 roku
- zespół pałacowy w Warszewicach, obejmujący: pałac z połowy XIX w.; relikty parku z drugiej połowy XIX w., nr A/79/1-2 z 19.12.1996 roku
- zespół pałacowy w Wybczu, obejmujący: pałac z lat 1858-61; park z drugiej połowy XIX w., nr A/1339/1-2 z 13.11.2007 roku
- zamek krzyżacki z XIII/XIV w. w Zamku Bierzgłowskim, nr A/575 z 4.04.1930 roku.

## Sołectwa
Bierzgłowo, Biskupice, Brąchnowo, Dębiny, Leszcz, Łubianka, Pigża, Przeczno, Słomowo, Warszewice, Wybcz, Wybczyk, Wymysłowo, Zamek Bierzgłowski

## Sąsiednie gminy
Chełmża, Kijewo Królewskie, Łysomice, Unisław, Zławieś Wielka